# Фи (буква грузинского письма)
Фи  (ჶ, груз. ჶი) — дополнительная буква грузинского письма.

## Использование
Используется в грузинском варианте лазского алфавита, используемом в Грузии. В латинице, используемой в Турции, ей соответствует f.
Ранее использовалась в абхазском (1937—1954) и осетинском (1938—1954) алфавитах на основе грузинского письма, после их перевода на кириллицу в обоих случаях была заменена на ф.
В системах романизации грузинского письма передаётся как f (ISO 9984, ALA-LC).

## Написание
| Асомтаврули | Нусхури | Мхедрули |
| ----------- | ------- | -------- |
| —           | —       |          |

## Кодировка
Фи мхедрули включена в стандарт Юникод начиная с самой первой его версии (1.0.0) в блоке «Грузинское письмо» (англ. Georgian) под шестнадцатеричным кодом U+10F6.
Фи мтаврули была включена в Юникод в версии 11.0 в блок «Расширенное грузинское письмо» (англ. Georgian Extended) под шестнадцатеричным кодом U+1CB6.